# Harold Becker
Harold Becker (New York, 1928. szeptember 25. –) amerikai filmrendező, filmproducer és fényképész.

## Élete és pályafutása
Karrierjét művészként és fotósként kezdte, a New York-i Pratt Institute nevű magánegyetem hallgatójaként. A diploma megszerzése után fotósként és reklámrendezőként dolgozott New Yorkban, eközben Andy Warhollal is lehetősége nyílt a közös munkára.
Az 1960-as évek végén Angliába költözött, itt folytatta az Államokban megkezdett tevékenységét. Később a filmrendezés felé fordult, 1972-ben rendezte meg első nagyjátékfilmjét, The Ragman’s Daughter címmel, melynek forgatókönyvét saját novellájából Alan Sillitoe írta.
Következő, pályafutásának legsikeresebb munkája egy bűnügyi film, az 1979-es Hagymaföld volt, ebben az akkoriban ismeretlennel számító John Savage, James Woods és Ted Danson alakított főszerepeket. Ezt követően több olyan filmthrillert is rendezett, amelyben átlagemberek nem várt veszélyekbe keverednek: Megőrülök érted (1985), Kétes üzlet (1988), Bűvölet (1993) és A vér kötelez (2001). 1998-ban jelent meg hasonló műfajú thrillere, A kód neve: Merkúr, Bruce Willis főszereplésével. 
Két alkalommal is együtt dolgozott a főszerepet vállaló Al Pacinóval, A szerelem tengere (1989) és Minden gyanú felett (1996) című rendezéseiben.

## Rendezői filmográfia

### Film
| Év   | Magyar cím          | Eredeti cím             | Feladatkör | Feladatkör          | Megjegyzések                   |
| Év   | Magyar cím          | Eredeti cím             | Rendező    | Producer            | Megjegyzések                   |
| ---- | ------------------- | ----------------------- | ---------- | ------------------- | ------------------------------ |
| 1962 |                     | The Birds               | Igen       | Igen                | rövidfilm                      |
| 1964 |                     | Blind Gary Davis        | Igen       | Nem                 | dokumentum-rövidfilm           |
| 1964 |                     | Ivanhoe Donaldson       | Igen       | Nem                 | dokumentum-rövidfilm           |
| 1967 |                     | Sighet, Sighet          | Igen       | Nem                 | rövidfilm operatőre            |
| 1972 |                     | The Ragman's Daughter   | Igen       | Igen                |                                |
| 1979 | Hagymaföld          | The Onion Field         | Igen       | Nem                 |                                |
| 1980 |                     | The Black Marble        | Igen       | Nem                 |                                |
| 1981 | Takarodó            | Taps                    | Igen       | Nem                 |                                |
| 1981 |                     | Grey Poupon: Pardon Me  | Igen       | Nem                 | videófilm                      |
| 1985 | Megőrülök érted     | Vision Quest            | Igen       | Nem                 |                                |
| 1987 | A nagyváros         | The Big Town            | Igen       | Nem                 | nincs feltüntetve              |
| 1988 | Kétes üzlet         | The Boost               | Igen       | Vezető társproducer |                                |
| 1989 | A szerelem tengere  | Sea of Love             | Igen       | Nem                 |                                |
| 1993 | Bűvölet             | Malice                  | Igen       | Igen                |                                |
| 1996 | Minden gyanú felett | City Hall               | Igen       | Igen                |                                |
| 1998 | A kód neve: Merkúr  | Mercury Rising          | Igen       | Nem                 |                                |
| 2001 | A vér kötelez       | Domestic Disturbance    | Igen       | Igen                | producerként nincs feltüntetve |
| 2017 | Bosszú szeretetből  | Vengeance: A Love Story | Nem        | Vezető producer     |                                |

### Videóklip
| Év   | Előadó  | Dal             |
| ---- | ------- | --------------- |
| 1985 | Madonna | "Crazy for You" |
| 1985 | Madonna | "Gambler"       |

### Televízió
- A sci-fi mesterei (2007) - 1 epizód

## Fordítás
- Ez a szócikk részben vagy egészben  a   Harold Becker című angol Wikipédia-szócikk ezen változatának fordításán alapul.  Az eredeti cikk szerkesztőit annak laptörténete sorolja fel. Ez a jelzés csupán a megfogalmazás eredetét és a szerzői jogokat jelzi, nem szolgál a cikkben szereplő információk forrásmegjelöléseként.